# Piotr Piotrowicz Kiszka
Piotr Piotrowicz Kiszka herbu Dąbrowa (zm. w 1550 roku) – starosta włodzimierski w latach 1548–1550, marszałek ziemi wołyńskiej w latach 1548-1550.
Syn Piotra Stanisławowicza, wnuk hetmana Stanisława Kiszki. Jego żoną została siostra królowej Barbary Radziwiłłówny Anna Elżbieta. 